# 田井之濱站
田井之濱站（日语：／ Tainohama eki */?）是一位於日本德島縣海部郡美波町田井、隸屬於四國旅客鐵道（JR四國）的臨時鐵路車站。本站和位於香川縣的津島之宮站是現時JR四國僅有的2個季節營業車站，並沒有獲編配車站編號。
車站位於田井之濱海灘旁邊，只限夏季才使用，每年的營業日數均為23日，由每年7月第3個星期六起，連續開放23天。2010年每天上下行共6個班次，2011年起增加至上下行共8個班次，包括來回各1班特急「室戶」。
由於本站和木岐站相距只有800公尺，當本車站不開放時，可以由木岐站沿國道194號及25號到達海灘。

## 車站結構
本站為簡易車站，不設站舍，月台建築於海灘近岸部份，旁邊為救生員當值塔。月台相對短小，有效長度只為2輛。由於月台位處沙灘內，沒有道路連接，一般車輛根本無法進入車站範圍，而進出車站亦只能徒步經過沙灘，才能返回一般行車路。
列車靠站時，下行往牟岐站方向為左邊車門下車，上行往阿南站方向則以右邊車門下車。

### 月台配置
| 路線    | 方向     | 目的地             |
| ------- | -------- | ------------------ |
| ■牟岐線 | （上行） | 德島方向           |
| ■牟岐線 | （下行） | 牟岐、阿波海南方向 |

## 歷史
- 1973年10月1日：以臨時站開業。[1]
- 1987年4月1日: 日本國鐵分割民營化，車站的營運由JR四國繼承。

## 相鄰車站
四國旅客鐵道（JR四國）
■牟岐線
由岐（M18）－（臨）田井之濱－木岐（M19）